# Aerolínia

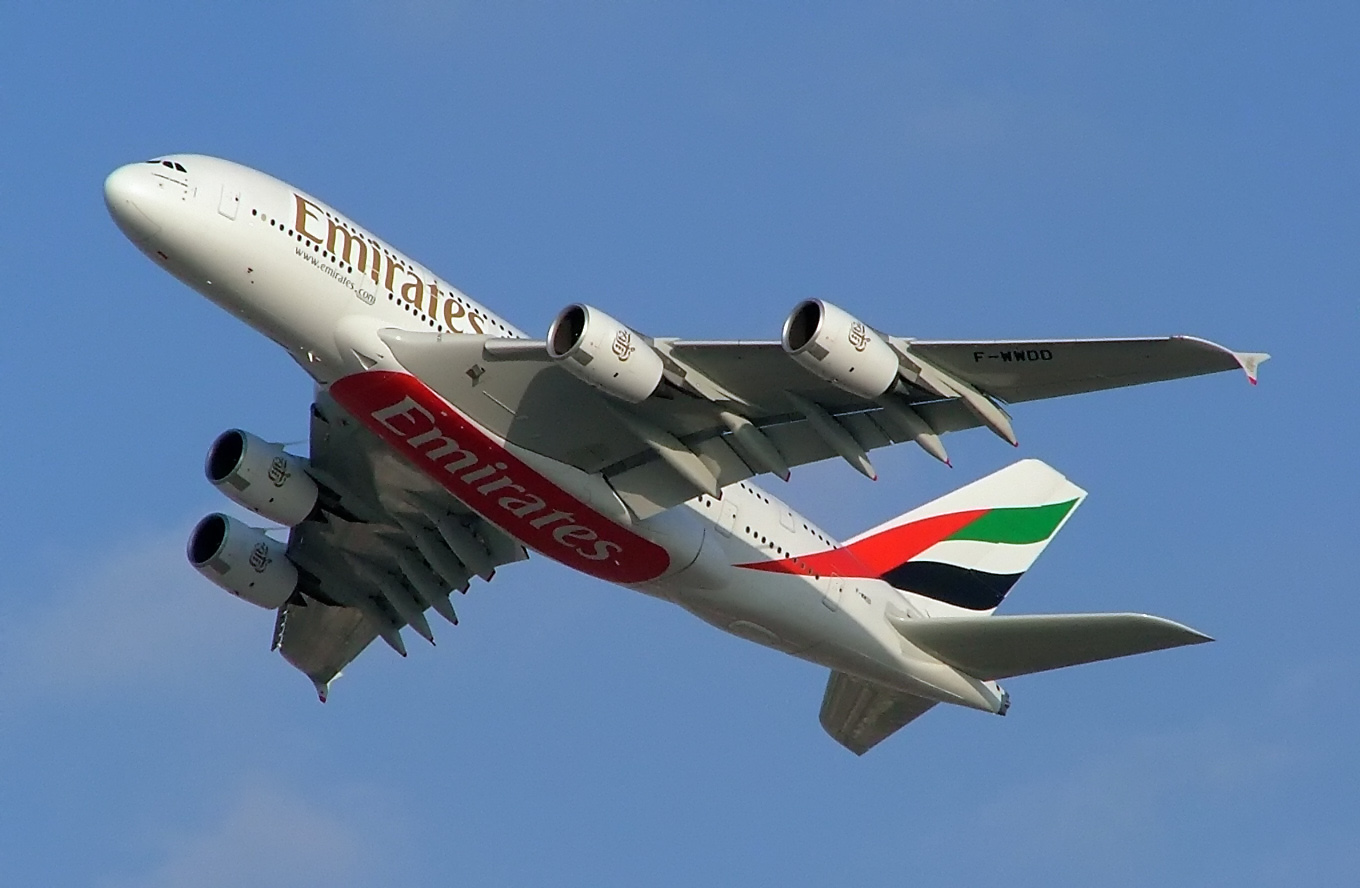
Un Airbus A380 d'Emirates

Una aerolínia, línia aèria o companyia aèria és una organització que es dedica al transport aeri de passatgers o de càrrega per avió. Hi ha companyies que es dediquen a transportar passatgers i càrrega de forma regular, mentre que també hi ha altres empreses que transporten els seus clients de la forma puntual que han acordat entre ells anomenades xàrter.
Moltes aerolínies tenen participació accionarial del govern local; aquestes s'anomenen abanderades o línies de bandera, i generalment posseeixen el monopoli dels vols domèstics. Alguns països com Japó, tenen més d'una aerolínia abanderada, com All Nippon Airways (ANA) i Japan Airlines. Per a alguns països però, tenir una línia aèria nacional ha sigut molt costós com per exemple a Nigèria (Nigeria Airways), la República Dominicana (Dominicana d'Aviació, ATA Dominicana), Perú (Aerolínies Peruanes, AeroPerú) i Veneçuela, on Viasa operava i Avensa s'ha enfrontat a problemes econòmics com a substituta de Viasa. Una línia de bandera no ha de ser necessàriament una empresa totalment pública, podent tractar-se d'empreses mixtes on l'estat manté una participació elevada, per exemple el cas d'Aerolínies Argentines, en la qual l'estat posseeix el 10% de l'accionariat.
Alguns països, dels que destaca Estats Units, mai han tingut línies de bandera, i el mercat estava semialliberat fins que va ser desregulat als anys 80 permetent-se la lliure competència de les aerolínies de capital local, però amb restriccions a la participació estrangera.

## Història

### La primera aerolínea
DELAG, Deutsche Luftschiffahrts-Aktiengesellschaft I va ser la primera companyia aèria del món. Es va fundar el 16 de novembre de 1909, amb ajuda del govern, i va operar dirigibles fabricats per The Zeppelin Corporation. La seva seu era a Frankfurt. La primera línia aèria programada d'ala fixa es va iniciar l'1 de gener de 1914, des de Sant Petersburg (Florida) fins a Tampa (Florida), operada per la línia San Petersburg-Tampa Airboat Line. Les quatre línies aèries no dirigibles més antigues que encara existeixen són KLM dels Països Baixos (1919), Avianca de Colòmbia (1919), Qantas d'Austràlia (1921), i Czech Airlines de la República Txeca (1923).

### Europa

#### Inicis
La primera línia aèria amb avions d'Europa va ser Aircraft Transport and Travel, formada per George Holt Thomas el 1916; mitjançant una sèrie d’adquisicions i fusions, aquesta companyia és un avantpassat de l'actual British Airways. Utilitzant una flota d’ex-biplans militars Airco DH.4A que havien estat modificats per transportar dos passatgers al fuselatge, va operar vols de socors entre Folkestone i Gant. El 15 de juliol de 1919, la companyia va fer un vol demostrat a través del Canal de la Mànega, malgrat la manca de suport del govern britànic.
El 25 d'agost de 1919, la companyia va utilitzar DH.16s per ser pioner en un servei regular des de l'aeròdrom Hounslow Heath fins a Le Bourget, el primer servei internacional regular al món. La companyia aèria aviat es va guanyar una reputació de fiabilitat, tot i els problemes amb el mal temps, i va començar a atraure la competència europea. El novembre de 1919 va guanyar el primer contracte de correu aeri civil britànic. Sis avions Royal Air Force Airco DH.9A van ser cedits a la companyia per operar el servei de correu aeri entre Hawkinge i Colònia.
Altres competidors britànics van seguir el mateix pas: Handley Page Transport es va establir el 1919 i va utilitzar bombarders tipus O / 400 de guerra convertits per la companyia amb capacitat per a 12 passatgers, per fer un servei de passatgers Londres-París.
La primera companyia aèria francesa va ser la Société des lignes Latécoère, més tard coneguda com Aéropostale, que va iniciar el seu primer servei a finals de 1918 a Espanya. La Société Générale des Transports Aériens va ser creada a finals de 1919, pels germans Farman i l'avió Farman F.60 Goliath volava serveis regulars de Toussus-le-Noble a Kenley, prop de Croydon, Anglaterra. Una altra primera companyia aèria francesa va ser la Compagnie des Messageries Aériennes, establerta el 1919 per Louis-Charles Breguet, que oferia un servei de correu i mercaderies entre l'aeroport de Le Bourget, París i l'aeroport de Lesquin, Lilla.
La primera aerolínia alemanya que va utilitzar avions més pesats que els aeris va ser la Deutsche Luft-Reederei establerta el 1917 que va començar a operar el febrer de 1919. En el seu primer any, el D.L.R. operava vols regulars regulars en rutes amb una longitud combinada de gairebé 1000 milles. El 1921 el D.L.R. la xarxa feia més de 3000 km (1865 milles) i incloïa destinacions als Països Baixos, Escandinàvia i les repúbliques bàltiques. Una altra companyia aèria alemanya important va ser Junkers Luftverkehr, que va començar a operar el 1921. Va ser una divisió del fabricant d'avions Junkers, que es va convertir en una empresa independent el 1924. Operava companyies aèries a Àustria, Dinamarca, Estònia, Finlàndia, Hongria, Letònia., Noruega, Polònia, Suècia i Suïssa.
La companyia aèria holandesa KLM va fer el seu primer vol el 1920 i és la línia aèria més antiga del món amb operacions contínues. Establert per l'aviador Albert Plesman, va rebre immediatament un predicat "reial" de la reina Wilhelmina. El seu primer vol va ser des de l’aeroport de Croydon, Londres fins a Amsterdam, amb un lloguer d’Aircraft Transport and Travel DH-16 i amb dos periodistes britànics i diversos diaris. El 1921, KLM va iniciar els serveis programats.
A Finlàndia, la carta que establia Aero O / Y (ara Finnair) es va signar a la ciutat de Hèlsinki el 12 de setembre de 1923. Junkers F.13 D-335 es va convertir en el primer avió de la companyia, quan Aero va rebre el lliurament el març 14 de 1924. El primer vol va ser entre Hèlsinki i Tallinn, capital d'Estònia, i va tenir lloc el 20 de març de 1924, una setmana després.
A la Unió Soviètica, l'administració principal de la flota aèria civil es va establir el 1921. Un dels seus primers actes va ser ajudar a fundar Deutsch-Russische Luftverkehrs AG (Deruluft), una empresa conjunta germano-russa per proporcionar transport aeri des de Rússia fins a la Oest. El servei aeri domèstic va començar gairebé al mateix temps, quan Dobrolyot va començar a operar el 15 de juliol de 1923 entre Moscou i Nizhni Novgorod. Des del 1932 totes les operacions s'havien dut a terme amb el nom d'Aeroflot.
Les primeres companyies aèries europees tendien a afavorir la comoditat (les cabines de passatgers sovint eren àmplies amb interiors luxosos) per sobre de la velocitat i l'eficiència. Les capacitats de navegació relativament bàsiques dels pilots de l'època també significaven que els retards a causa del clima eren habituals.

#### Racionalització
A principis de la dècada de 1920, les petites companyies aèries lluitaven per competir i es va produir un moviment cap a una major racionalització i consolidació. El 1924, Imperial Airways es va formar a partir de la fusió d’Instone Air Line Company, British Marine Air Navigation, Daimler Airway i Handley Page Transport, per permetre a les línies aèries britàniques competir amb la dura competència de les companyies aèries franceses i alemanyes que gaudien de fortes subvencions governamentals. La companyia aèria va ser pionera en la inspecció i obertura de rutes aèries a tot el món per donar servei a parts llunyanes de l'Imperi Britànic i millorar el comerç i la integració.
El primer avió nou encarregat per Imperial Airways va ser el Handley Page W8f City de Washington, lliurat el 3 de novembre de 1924. El primer any de funcionament, la companyia va transportar 11.395 passatgers i 212.380 cartes. L’abril de 1925, la pel·lícula The Lost World es va convertir en la primera pel·lícula que es projectava per als passatgers d’un vol d’aviació regular quan es va projectar a la ruta Londres-París.
Dues línies aèries franceses també es van fusionar per formar Air Union l'1 de gener de 1923. Posteriorment es van fusionar amb altres quatre companyies aèries franceses per convertir-se en Air France, la companyia aèria més important del país fins al dia d'avui, el 17 de maig de 1933.
La Deutsche Luft Hansa alemanya es va crear el 1926 per fusió de dues companyies aèries, una d'elles Junkers Luftverkehr. Luft Hansa, a causa del patrimoni Junkers i, a diferència de la majoria de les altres companyies aèries en aquell moment, es va convertir en un important inversor en línies aèries fora d'Europa, proporcionant capital a Varig i Avianca. Els avions alemanys fabricats per Junkers, Dornier i Fokker eren dels més avançats del món en aquell moment.

#### Expansió
El 1926, Alan Cobham va examinar una ruta de vol des del Regne Unit fins a Ciutat del Cap, Sud-àfrica, seguint això amb un altre vol de prova a Melbourne, Austràlia. Altres rutes cap a l'Índia britànica i l'extrem orient també es van traçar i demostrar en aquest moment. Els serveis regulars al Caire i Basora van començar el 1927 i es van estendre a Karachi el 1929. El servei Londres-Austràlia es va inaugurar el 1932 amb els avions Handley Page HP 42. Es van obrir altres serveis a Calcuta, Rangoon, Singapur, Brisbane i Hong Kong, els passatgers van sortir de Londres el 14 de març de 1936 després de l'establiment d'una sucursal de Penang a Hong Kong.
Els avions d’Imperial eren petits, la majoria tenien una capacitat inferior a vint passatgers i servien els rics. Només uns 50.000 passatgers van utilitzar Imperial Airways a la dècada de 1930. La majoria de passatgers de rutes intercontinentals o de serveis dins i entre les colònies britàniques eren homes que realitzaven administracions, negocis o investigacions colonials.
Igual que Imperial Airways, Air France i el primer creixement de KLM depenien en gran manera de les necessitats de servei de connexions amb llargues possessions colonials (Àfrica del Nord i Indoxina per als francesos i les Índies Orientals per als holandesos). França va iniciar un servei de correu aeri al Marroc el 1919 que va ser comprat el 1927, rebatejat com Aéropostale i injectat capital per convertir-se en un important transportista internacional. El 1933, Aéropostale va fallir, es va nacionalitzar i es va fusionar amb Air France.
Tot i que a Alemanya li faltaven colònies, també va començar a expandir els seus serveis a nivell mundial. El 1931, l'aeronau Graf Zeppelin va començar a oferir un servei regular de viatgers regularment entre Alemanya i Amèrica del Sud, normalment cada dues setmanes, que va continuar fins al 1937. El 1936, el dirigible Hindenburg va entrar en servei de passatgers i va creuar l'Atlàntic 36 vegades amb èxit abans de xocar a Lakehurst, Nova Jersey, el 6 de maig de 1937. El 1938 va començar a funcionar un servei aeri setmanal de Berlín a Kabul (Afganistan).
Des del febrer de 1934 fins que va començar la Segona Guerra Mundial el 1939, Deutsche Lufthansa va operar un servei de correu aeri des de Stuttgart, Alemanya, passant per Espanya, Canàries i Àfrica Occidental fins a Natal, al Brasil. Aquesta va ser la primera vegada que una companyia aèria va volar a través d'un oceà.
A finals de la dècada de 1930, Aeroflot s'havia convertit en la companyia aèria més gran del món, que donava feina a més de 4.000 pilots i 60.000 personal de servei i operava al voltant de 3.000 avions (dels quals el 75% eren considerats obsolets pels seus propis estàndards). Durant l'era soviètica, Aeroflot era sinònim d'aviació civil russa, ja que era l'única companyia aèria. Es va convertir en la primera aerolínia del món a operar serveis regulars de reacció el 15 de setembre de 1956 amb el Tupolev Tu-104.

#### Desregulació
La desregulació de l'espai aeri de la Unió Europea a principis dels anys noranta ha tingut un efecte substancial sobre l'estructura de la indústria. El canvi cap a línies aèries "econòmiques" en rutes més curtes ha estat significatiu. Línies aèries com EasyJet i Ryanair sovint han crescut a costa de les línies aèries nacionals tradicionals.
També hi ha hagut una tendència a privatitzar aquestes mateixes companyies aèries nacionals, tal com ha passat per Aer Lingus i British Airways.
Finnair, la companyia aèria més gran de Finlàndia, no va tenir cap accident mortal ni de pèrdua de casc des del 1963 i és reconeguda per la seva seguretat.

## Regulació

### Nacional
Molts països tenen línies aèries nacionals que el govern posseeix i opera. Les línies aèries totalment privades estan subjectes a una gran regulació governamental per qüestions econòmiques, polítiques i de seguretat. Per exemple, els governs sovint intervenen per aturar les accions laborals de les companyies aèries per protegir el lliure flux de persones, comunicacions i mercaderies entre diferents regions sense comprometre la seguretat.
Els Estats Units, Austràlia i, en menor mesura, el Brasil, Mèxic, l'Índia, el Regne Unit i el Japó han "desregulat" les seves companyies aèries. En el passat, aquests governs dictaven tarifes aèries, xarxes de rutes i altres requisits operatius per a cada companyia aèria. Des de la desregulació, les línies aèries han estat en gran manera lliures de negociar els seus propis acords d’explotació amb diferents aeroports, d’entrar i sortir de rutes fàcilment i de cobrar tarifes aèries i subministrar vols segons la demanda del mercat. Les barreres d’entrada per a les noves companyies aèries són més baixes en un mercat desregulat i, per tant, als Estats Units s'han vist iniciar centenars de companyies aèries (de vegades només durant un breu període operatiu). Això ha produït una competència molt més gran que abans de la desregulació a la majoria de mercats. La competència afegida, juntament amb la llibertat de preus, significa que els nous entrants solen tenir quota de mercat amb tarifes molt reduïdes que, en un grau limitat, les companyies aèries de servei complet han de coincidir. Aquesta és una limitació important per a la rendibilitat dels transportistes establerts, que solen tenir una base de cost més elevada.
Com a resultat, la rendibilitat en un mercat desregulat és desigual per a la majoria de les companyies aèries. Aquestes forces han provocat que algunes companyies aèries importants deixessin de treballar, a més de la majoria dels nous entrants mal establerts.
Als Estats Units, la indústria aèria està dominada per quatre grans empreses. A causa de la consolidació de la indústria, després que els preus del combustible baixessin considerablement el 2015, molt poc dels estalvis es van transmetre als consumidors.

### Internacional
Grups com l'Organització d'Aviació Civil Internacional estableixen normes mundials de seguretat i altres preocupacions vitals. La majoria del trànsit aeri internacional està regulat per acords bilaterals entre països, que designen transportistes específics per operar en rutes específiques. El model d’aquest acord era l’Acord de les Bermudes entre els Estats Units i el Regne Unit després de la Segona Guerra Mundial, que designava aeroports que s'utilitzaven per als vols transatlàntics i donava a cada govern l’autoritat de nomenar transportistes per operar rutes.
Els acords bilaterals es basen en les "llibertats de l'aire", un grup de drets de trànsit generalitzats que van des de la llibertat de sobrevolar un país fins a la llibertat de proporcionar vols nacionals dins d'un país (un dret molt rarament concedit conegut com a cabotatge). La majoria d’acords permeten a les companyies aèries volar des del seu país d’origen a aeroports designats de l’altre país: alguns també amplien la llibertat de proporcionar serveis continus a un tercer país o a una altra destinació de l’altre país mentre transporten passatgers des de l'estranger.
Als anys noranta, els acords sobre "cel obert" es van fer més habituals. Aquests acords prenen molts d’aquests poders reguladors dels governs estatals i obren rutes internacionals per a una major competència. Els acords de cel obert han rebut algunes crítiques, sobretot a la Unió Europea, les companyies aèries estarien en un desavantatge comparatiu amb les dels Estats Units a causa de les restriccions de cabotatge.

## Tipus d'aerolínies
Hi ha diversos tipus de línies aèries de passatgers, principalment
Regionals: aerolínies no "principals" que operen avions regionals; els regionals solen operar a distàncies no intercontinentals més curtes, sovint com a serveis d'alimentació per a xarxes principals tradicionals
De baix cost, que ofereixen un servei "bàsic", "sense costos" i un servei econòmic percebut
De classe empresarial: una línia aèria dirigida al viatger de negocis, que ofereix tots els seients i comoditats de classe empresarial
Xàrter: que operen fora d’intervals regulars d’horaris
De bandera: les companyies aèries de propietat nacional que històricament es consideraven representatives del país a l'estranger.
Tradicionals: operadors nord-americans anteriors a la Llei de desregulació de línies aèries de 1978

## Codi
Cada operador d’un vol programat o xàrter utilitza un codi de la línia aèria quan es comunica amb aeroports o centres de control del trànsit aeri. La majoria d’aquests senyals de trucada es deriven del nom comercial de la companyia aèria com RYR per Ryanair o AFR per a Air France, però per raons d’història, de màrqueting o per la necessitat de reduir l’ambigüitat en l’anglès parlat (de manera que els pilots no prenguin decisions de navegació per error basant-se en les instruccions emeses a un avió diferent), algunes línies aèries i forces aèries utilitzen signes de trucada menys evidentment relacionats amb el seu nom comercial. Per exemple, British Airways utilitza un senyal de trucada Speedbird, que rep el nom del logotip d’un dels seus predecessors.

## Economia

### Cost
Les companyies aèries tenen importants costos fixos i operatius per establir i mantenir serveis aeris: mà d’obra, combustible, avions, motors, recanvis i peces, serveis i xarxes informàtiques, equipaments aeroportuaris, serveis de manipulació aeroportuària, comissions de reserva, publicitat, restauració, formació, assegurances d’aviació i altres costos. Així, tots els ingressos de la venda d’entrades, excepte un petit percentatge, es paguen a una gran varietat de proveïdors externs o centres de costos interns.
A més, la indústria està estructurada de manera que les companyies aèries sovint actuen com a recaptadors d'impostos. Els preus dels bitllets inclouen diverses comissions, impostos i recàrrecs fora del control de les companyies aèries. Les companyies aèries també són responsables d’aplicar les regulacions governamentals. Si les companyies aèries transporten passatgers sense la documentació adequada en un vol internacional, són responsables de retornar-los al país original.
L'anàlisi del període 1992-1996 mostra que tots els agents de la cadena de transport aeri són molt més rendibles que les companyies aèries, que cobren i els transmeten taxes i ingressos per la venda de bitllets. Mentre que les línies aèries en general van obtenir un retorn del 6% del capital emprat (un 2-3% menys que el cost del capital), els aeroports van guanyar un 10%, les empreses de restauració un 10-13%, les empreses de manipulació un 11-14%, els arrendadors d’avions un 15%, els fabricants d'avions el 16% i les empreses de distribució mundial més del 30%.
Hi ha hagut una competència continuada de costos de les companyies aèries de baix cost. Moltes companyies imiten Southwest Airlines en diversos aspectes. Les línies entre línies aèries de servei complet i línies aèries de baix cost s'han desdibuixat, per exemple, la majoria de companyies aèries de "servei complet" introdueixen tarifes de facturació d'equipatges malgrat que Southwest no ho faci.
Quan una companyia aèria ha establert una base d'enginyeria en un aeroport, hi pot haver avantatges econòmics considerables en utilitzar aquest mateix aeroport com a focus preferent (o "hub") per als seus vols regulars.
La cobertura de combustible és una eina contractual que utilitzen empreses de transport com les companyies aèries per reduir la seva exposició a costos volàtils i potencialment en augment del combustible. Diversos transportistes de baix cost com Southwest Airlines adopten aquesta pràctica. A Southwest se li atribueix el manteniment de forts beneficis empresarials entre 1999 i principis del 2000 a causa de la seva política de cobertura de combustible. Moltes altres companyies aèries repliquen la política de cobertura de Southwest per controlar els seus costos de combustible.

### Guanys
Les companyies aèries assignen preus als seus serveis per intentar maximitzar la rendibilitat. El preu dels bitllets d’avió s'ha anat complicant amb el pas dels anys i ara està determinat en gran manera pels sistemes informatitzats de gestió del rendiment.
A causa de les complicacions a l'hora de programar vols i mantenir la rendibilitat, les companyies aèries presenten moltes llacunes que pot utilitzar el viatger coneixedor. Molts d’aquests secrets de les tarifes aèries són cada vegada més coneguts pel gran públic, de manera que les companyies aèries es veuen obligades a fer ajustaments constants.
La majoria de les companyies aèries utilitzen preus diferenciats, una forma de discriminació de preus, per vendre serveis aeris a preus variables simultàniament a diferents segments. Els factors que influeixen en el preu inclouen els dies restants fins a la sortida, el factor de càrrega reservat, la previsió de la demanda total per punt de preu, el preu competitiu vigent i les variacions segons el dia de la setmana de sortida i l’hora del dia. Els transportistes sovint ho aconsegueixen dividint cada cabina de l'avió (primera classe, bussines i economia o turista) en diverses classes de viatges per temes de preus.
Un factor complicat és el control origen-destinació ("control O&D"). Algú que compra un bitllet de Melbourne a Sydney (com a exemple) per 200 dòlars australians competeix amb algú que vulgui volar Melbourne a Los Angeles a través de Sydney al mateix vol i que estigui disposat a pagar 1400 dòlars australians. La companyia aèria hauria de preferir el passatger de 1.400 dòlars o el de 200 dòlars més un possible passatger de Sydney-Los Angeles que vulgui pagar 1.300 dòlars? Les companyies aèries han de prendre centenars de milers de decisions de preus similars diàriament.
L’aparició de sistemes de reserves informatitzats avançats a finals dels anys setanta, sobretot Sabre, va permetre a les companyies aèries realitzar anàlisis cost-benefici de diferents estructures de preus, cosa que va provocar una discriminació de preus gairebé perfecta en alguns casos (és a dir, omplir cada seient d’un avió a el preu més alt que es pot cobrar sense conduir el consumidor a cap altre lloc).
La naturalesa intensa dels preus de les tarifes aèries ha conduït al terme "guerra de tarifes" per descriure els esforços de les companyies aèries per sotmetre a altres companyies aèries en rutes competitives. Mitjançant ordinadors, es poden publicar noves tarifes aèries de manera ràpida i eficient als canals de venda de les companyies aèries. Amb aquest propòsit, les companyies aèries utilitzen la Companyia de Publicació de Tarifes Aèries (ATPCO), que distribueix les últimes tarifes per a més de 500 línies aèries als sistemes de reserva per ordinador de tot el món.
Els ordinadors també permeten a les companyies aèries predir, amb certa precisió, quants passatgers volaran realment després de fer una reserva per volar. Això permet a les companyies aèries fer una reserva excessiva dels seus vols per omplir l'avió mentre es comptabilitzen els "no-vinguts", però pot produir overbooking, fet que surt molt car a l'aerolínia.
La demanda de transport aeri serà menys elàstica per als vols més llargs que per als vols més curts i més elàstica per als viatges de lleure que per als viatges de negocis.
Les companyies aèries solen tenir una forta estacionalitat, amb un trànsit baix a l’hivern i un màxim a l'estiu. A Europa, el mercat més extrem són les illes gregues, amb juliol / agost més de deu vegades el trànsit hivernal i Jet2 és el més estacional entre les aerolínies de baix cost; juliol té set vegades el trànsit de gener, mentre que els transportistes antics són molt menys només un 85/115% de variabilitat.